# Iwan Mohylnyzkyj

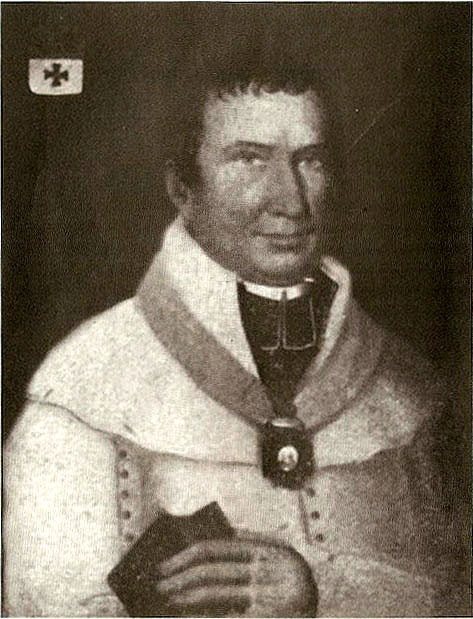
Iwan Mohylnyzkyj

Iwan Mohylnyzkyj (* 19. August 1778 in Ulucz; † 24. Juni 1831 in Przemyśl) war ein herausragender griechisch-katholischer Geistlicher und Sprachwissenschaftler in Galizien, trug maßgeblich zur Entwicklung der ukrainischen Sprache bei. Als Befürworter der Verwendung von Ukrainisch in der Liturgie verteidigte er diese Position in einem Memorandum von 1821 vor der galizischen Regierung. Sein bedeutender Beitrag umfasst die Veröffentlichung eines Katechismus und eines Lehrbuchs für Volksschulen sowie die Verfassung der ersten Grammatik der zeitgenössischen ukrainischen Sprache in Galizien.
Mohylnyzkyj, Mitbegründer der ersten priesterlichen Gesellschaft in Galizien, arbeitete auch eng mit polnischen Gelehrten zusammen. Sein Vermächtnis manifestiert sich in einer nach ihm benannten Stiftung, die die Bildung von Söhnen von Priestern aus bescheidenen Verhältnissen und Waisen unterstützt.

Mogilnicki II Wappen

Im Jahr 1817 wurde er zum Gesandten des galizischen Regionalsejms gewählt. Mit dem kaiserlichen Diplom vom 30. Juli 1818 wurde ihm der österreichische Adelstitel mit dem Prädikat "Ritter von" und dem Wappen "Mogilnicki II" verliehen.